# Rhamnus sumatrensis
Rhamnus sumatrensis är en brakvedsväxtart som beskrevs av Henry Nicholas Ridley. Rhamnus sumatrensis ingår i släktet getaplar, och familjen brakvedsväxter. Inga underarter finns listade i Catalogue of Life.